# NGC 1438
NGC 1438 este o galaxie lenticulară situată în constelația Eridanul. A fost descoperită în 11 decembrie 1885 de către Ormond Stone⁠(d). Se află la o distanță de 31,48 de megaparseci de Pământ.